# Dominique Bentejac
Pour les articles homonymes, voir Bentejac.
Dominique Bentejac, né le 6 août 1944 à Auch (Gers) et mort le 27 décembre 2022 à Langon (Gironde), est un cavalier français de concours complet. 

## Biographie
Dominique Marie Jean Laurent Bentejac est vice-champion du monde de concours complet par équipe en 1970 avec Trou Normand. Il est sacré champion de France de concours complet à trois reprises, en 1971 avec Trou Normand, en 1973 et en 1974 avec Aragon. Il participe à deux éditions des Jeux olympiques, les Jeux olympiques d'été de 1972 avec Trou Normand et les Jeux olympiques d'été de 1976 avec Djerk.